# Hámbor
Hámbor (szlovákul: Brezovička, korábban Hamborek, németül: Hamburg) község Szlovákiában, az Eperjesi kerület Kisszebeni járásában.

## Fekvése
Eperjestől 39 km-re, Kisszebentől 23 km-re északnyugatra, a Tarca felső folyása mellett fekszik.

## Története
A települést a 13. század közepén alapították, 1320-ban „Haynburg” alakban említik először. A hagyomány szerint területén állt egykor Zámcsiszkó vára és a 14. század elején karthauzi kolostora is volt. Ma már nincs nyoma. 1427-ben 36 porta után adózott. A 15. század közepén a kolostort elhagyták a szerzetesek. Lakói a 16. században reformátusok lettek és a templomot csak 1713-ban sikerült a katolikusoknak visszafoglalni. 1787-ben 63 ház állt a településen.
A 18. század végén Vályi András így ír róla: „HAMBURG. Tót falu Sáros Várm. földes Ura Berzeviczy Uraság, lakosai katolikusok, fekszik Berzeviczével által ellenben, és az Uraságnak kastéllyával díszesíttetik. Hajdan a’ Veres Barátoknak Klastromáról nevezetes vala, határja hegyes, de jó gabonát termő, réttyei kétszer kaszáltatnak, legelője, fája, mind a’ két féle van.”
1828-ban 84 házában 624 lakos élt, akik földműveléssel, gabonakereskedelemmel foglalkoztak.
Fényes Elek 1851-ben kiadott geográfiai szótárában így ír a faluról: „Hamburg, Hanboreck, tót falu, Sáros vmegyében, Berzeviczéhez délre 1/4 órányira, a Farkasvölgye alatt: 543 római, 40 g. kath., 5 evang., 30 zsidó lak. Kath. plebánia. Régi kastély. Fürész- és lisztmalmok. Szép erdő, sok vörös fenyővel. Határa ámbár hegyes, de jó rozsot terem; legelője sok. F. u. a Berzeviczi nemz. Hajdan vörös barátok zárdája volt itt. Ut. p. Eperjes.”
A trianoni diktátum előtt Sáros vármegye Héthársi járásához tartozott. Lakói erdei munkákkal, állattartással foglalkoztak és Kassa, valamint Igló üzemeiben dolgoztak.

## Népessége
| Év:            | 1994. | 2004.   | 2014.   | 2024.   |
| -------------- | ----- | ------- | ------- | ------- |
| Emberek száma: | 395   | 422     | 424     | 416     |
| Eltérés:       |       | +6,83 % | +0,47 % | -1,88 % |

| Év:            | 2023. | 2024.   |
| -------------- | ----- | ------- |
| Emberek száma: | 406   | 416     |
| Eltérés:       |       | +2,46 % |

1910-ben 399, túlnyomórészt szlovák lakosa volt.
2001-ben 422 lakosából 407 szlovák volt.
2011-ben 429 lakosából 409 szlovák.

## Híres emberek
- Itt született 1652. november 1-jén Berzeviczy Henrik jezsuita szerzetes, bölcseleti és teológiai doktor.

## Nevezetességei
- Szent Márton tiszteletére szentelt, római katolikus temploma a 14. században épült gótikus stílusban. 1713-ban barokk stílusban építették át. 1857 és 1859 között bővítették.
- A Berzeviczy család kastélyai, az ún. felső kastély 1620 körül épült reneszánsz stílusban, az alsó kastély 1700 körül épült.
- Klasszicista kápolnája 1830-ban készült.